# グレイト・アメリカン・ソングブック (アレサ・フランクリンのアルバム)
『グレイト・アメリカン・ソングブック (The Great American Songbook)』 は、アメリカ合衆国の歌手アレサ・フランクリンのデビュー50周年を記念して出された、コンピレーション・アルバム。彼女がアトランティック・レコードと契約する以前に、コロムビア・レコードと契約していた時期の1961年から1965年までの間に録音された、いわゆる「グレイト・アメリカン・ソングブック」のポップ・スタンダードのカバーを集めたカバー・アルバムでもあるが、「トラブル・イン・マインド」と「ラヴ・フォー・セール」は、未発表音源が使用されている。アメリカ合衆国では2011年2月1日にリリースされ、日本盤は同年5月11日にリリースされた。
レガシーは、このアルバムを出した2か月後に、このアルバムの音源を含むコロムビア時代の録音を網羅的に収めたボックス・セット『Take a Look: Aretha Franklin Complete on Columbia』を出している。またアルバム名は、当時大きな成功を収めていたロッド・スチュワートの「ザ・グレイト・アメリカン・ソングブック」シリーズに便乗したものという見方もある。

## 収録曲
| #   | タイトル                                                                          | 作詞・作曲                                            | 時間 |
| --- | --------------------------------------------------------------------------------- | ----------------------------------------------------- | ---- |
| 1.  | 「リトル・ブラウン・ブック (My Little Brown Book)」                               | ビリー・ストレイホーン                                | 3:16 |
| 2.  | 「トラブル・イン・マインド (Trouble in Mind)」                                    | リチャード・M・ジョーンズ                             | 2:54 |
| 3.  | 「トライ・ア・リトル・テンダネス (Try a Little Tenderness)」                      | ジミー・キャンベル、レグ・コネリー、ハリー・M・ウッズ | 3:14 |
| 4.  | 「イット・エイント・ネセサリリー・ソー (It Ain't Necessarily So)」                | ジョージ・ガーシュウィン、アイラ・ガーシュウィン      | 2:51 |
| 5.  | 「ハウ・ディープ・イズ・ジ・オーシャン (How Deep Is the Ocean?)」                 | アーヴィング・バーリン                                | 2:47 |
| 6.  | 「コールド、コールド・ハート (Cold, Cold Heart)」                                 | ハンク・ウィリアムズ                                  | 4:35 |
| 7.  | 「ラヴ・フォー・セール (Love for Sale)」                                          | コール・ポーター                                      | 2:29 |
| 8.  | 「ハウ・グラッド・アイ・アム (How Glad I Am)」                                    | Jimmy Williams、Larry Harrison                        | 2:31 |
| 9.  | 「スカイラーク (Skylark)」                                                        | ジョニー・マーサー、ホーギー・カーマイケル            | 2:50 |
| 10. | 「ディス・ビター・アース (This Bitter Earth)」                                    | クライド・オーティス                                  | 4:34 |
| 11. | 「アクセンチュエイト・ザ・ポジティヴ (Ac-Cent-Tchu-Ate the Positive)」            | ハロルド・アーレン、ジョニー・マーサー                | 2:18 |
| 12. | 「ホワット・ア・ディファレンス・ア・デイ・メイド (What a Diff'rence a Day Made)」 | スタンリー・アダムズ                                  | 3:30 |
| 13. | 「オンリー・ザ・ロンリー (Only the Lonely)」                                      | ロイ・オービソン、ジョー・メルソン                    | 4:53 |
| 14. | 「ロッカバイ・ユア・ベイビー (Rock-a-Bye Your Baby with a Dixie Melody)」         | ジーン・シュワルツ、サム・M・ルイス、ジョー・ヤング   | 2:21 |
| 15. | 「ゴッド・ブレス・ザ・チャイルド (God Bless the Child)」                          | ビリー・ホリデイ、アーサー・ハーツォグ・ジュニア      | 3:01 |
| 16. | 「はっきり言ってよ (Say It Isn't So)」                                            | アーヴィング・バーリン                                | 3:06 |
| 17. | 「アー・ユー・シュア (Are You Sure)」                                             | ジョン・アリソン、ボブ・アリソン                      | 2:38 |
| 18. | 「ザット・ラッキー・オールド・サン (That Lucky Old Sun)」                         | ビーズリー・スミス、ヘイヴン・ガレスピー              | 3:17 |